# Альбрехт II (маркграф Бранденбургу)
Альбрехт II Бранденбурзький (нім. Albrecht II von Brandenburg; бл. 1177 — 25 лютого 1220) — 4-й маркграф Бранденбургу у 1205—1220 роках.

## Життєпис
Походив з роду Асканіїв. Молодший син Отто I, маркграфа Бранденбургу, та Ади Голландської. 
1184 року після смерті батька Альбрехт отримав титул графа Арнебурга в Альтмарці. Втім невдовзі на його володіння висунув претензії його старшій брат маркграф Отто II. З невідомих причин графа Альбрехта у 1194 році на деякий час було запроторено під варту, де перебував 11 діб.
У 1189—1192 роках брав участь у Третьому хрестовому поході і був присутній на установчих зборах Тевтонського ордена в Акрі.
У конфлікті 1200—1203 років між претендентами на імператорський трон — Гогенштауфенами і Вельфами — Альбрехт спочатку підтримував короля Філіпа I Гогенштауфена.
У 1205 році після смерті Отто II, який не мав спадкоємців, Альбрехт став новим маркграфом Бранденбургу. Того ж року одружився з донькою графа Гройча Матильдою.
1208 року після вбивства Філіппа I Альбрехт II перейшов на бік Вельфів після того, як імператор Отто IV пообіцяв йому підтримку в захисті Бранденбурзької марки від датчан. У 1212 році за допомогою імператора відбив напади данських військ.
В цей час Альбрехт II час від часу брав участь у конфлікті з Альбрехтом I фон Кефернбургом, архієпископом Магдебурга. Альбрехту II вдалося остаточно закріпити Тельтів, Прігніц і частину Уккермарк за Бранденбургом, але при цьому він втратив вплив на Померанію.
Помер Альбрехт II у 1220 році. Після нього владу успадкували Йоган I та Отто III при регентстві архієпископа Магдебургу.

## Родина
Дружина — Матильда, донька Конрада II Веттіна, графа Гройча.
Діти:
- Йоган (бл.1213—1266) — маркграф у 1220—1266 роках
- Отто (1215—1267) — маркграф у 1220—1267 роках
- Матильда (д/н—1261) — дружина Отто I, герцога Брауншвейг-Люнебурзького
- Елізавета (1207—1231) — дружина Генріха, ландграфа Тюрингії.